# Selección femenina de hockey sobre hierba de Checoslovaquia
La selección femenina de hockey sobre hierba de Checoslovaquia representó a Checoslovaquia en el hockey sobre césped femenino internacional. Ganó la medalla de plata en los Juegos Olímpicos de 1980 en Moscú, Unión Soviética.

## Participaciones

### Juegos Olímpicos
- 1980 -

### Copa del Mundo
- 1978 - 9°

### Campeonato Europeo
- 1984 - 9°

### Juegos de la amistad
- 1984 - 4°